# Anatoli Nazarenko
Anatoli Nazarenko (Kazajistán, Unión Soviética, 19 de septiembre de 1948) fue un deportista soviético especialista en lucha grecorromana donde llegó a ser subcampeón olímpico en Múnich 1972.

## Carrera deportiva
En los Juegos Olímpicos de 1972 celebrados en Múnich ganó la medalla de plata en lucha grecorromana de pesos de hasta 82 kg, tras el luchador húngaro Csaba Hegedűs (oro) y por delante del yugoslavo Milan Nenadić (bronce).